# Michael Dummett
Sir Michael Anthony Eardley Dummett  (né le 27 juin 1925 à Londres et mort le 27 décembre 2011 à Oxford) est l'un des principaux philosophes britanniques du XXe siècle et l'un des principaux auteurs de la philosophie analytique et l'antiréalisme.

## Biographie
Grand connaisseur du logicien Gottlob Frege, ses contributions portent principalement sur la philosophie des mathématiques, la philosophie de la logique, la philosophie du langage et la métaphysique, ainsi que sur l'histoire de la philosophie analytique. Un de ses articles célèbres, publié en 1954, envisageait la possibilité de la causalité inversée.
Il a contribué à la théorie du vote et publié des ouvrages politiques contre le racisme.
Il a également écrit de nombreux ouvrages sur le tarot (voir Œuvres). Avec G. Berti et A. Vitali, il a participé au comité scientifique de la grande exposition Tarocchi: le carte di Corte. Gioco e magia alla corte degli Estensi ("Les Tarots : les cartes de la Cour. Jeu et magie à la cour des Este"), Ferrare, Château d'Este, 1987), et à la création du catalogue éponyme.
Il s'est converti au catholicisme en 1944 et est demeuré un catholique pratiquant.
Il a été Wykeham Professor of Logic à l'Université d'Oxford de 1979 à 1992.
Il est membre de la British Academy (FBA) et a été fait chevalier le 31 décembre 1998, pour services rendus à la philosophie et à l’égalité raciale.
Dummett est décédé le 27 décembre 2011 à l'âge de 86 ans, laissant derrière lui sa femme Ann (mariée en 1951, décédée en 2012) et trois fils et deux filles. Un fils et une fille les ont précédés dans la mort. Il est enterré au cimetière de Wolvercote, à Oxford.

## Œuvres
- Sur la logique et la philosophie analytique:
  - The Interpretation of Frege's Philosophy, Harvard University Press
  - Frege: Philosophy of Language (Harvard University Press, 1973/1981)
  - Elements of Intuitionism (Oxford, 1977, 2000)
  - Truth and Other Enigmas (Harvard University Press, 1978)
  - Frege: Philosophy of Mathematics (Harvard University Press, 1991)
  - The Logical Basis of Metaphysics (Harvard University Press, 1991)
  - Origins of Analytical Philosophy (Harvard University Press, 1993)
  - The Seas of Language (Oxford, 1993)
  - Truth and the Past (Oxford, 2005)
  - Thought and Reality (Oxford, 2006)
- Œuvres politiques :
  - Voting Procedures (Oxford, 1984)
  - Principles of Electoral Reform (New York, 1997)  (ISBN 0-19-829246-5)
  - On Immigration and Refugees (London, 2001)
- Publications sur le tarot :
  - The Game of Tarot: from Ferrara to Salt Lake City (Duckworth, London 1980);
  - Twelve Tarot Games (Duckworth, London 1980);
  - The Visconti-Sforza Tarot Cards (G. Braziller, New York 1986);
  - Sulle origini dei tarocchi popolari, dans Tarocchi: le carte di Corte. Gioco e magia alla corte degli Estensi, catalogue de l'exposition au château Estense de Ferrara, par Giordano Berti et Andrea Vitali (Nuova Alfa, Bologna 1987).
  - Il mondo e l'angelo: i tarocchi e la loro storia (Bibliopolis, Napoli 1993);
  - I tarocchi siciliani (La Zisa, Palermo 1995);
  - A Wicked Pack of Cards: The Origins of the Occult Tarot  (avec Ronald Decker et Thierry Depaulis, Duckworth / St. Martin's Press, London 1996);
  - A History of the Occult Tarot, 1870-1970  (avec Ronald Decker, Duckworth, London 2002);
  - A History of Games Played with the Tarot Pack  (avec John McLeod, E. Mellen Press, Lewiston NY 2004).